# Исмаилов, Мамаджан
Мамаджан Исмаилов (27 июля 1936, Ташкент — 7 ноября 1993) — советский конник, советский и узбекистанский тренер. Участник летних Олимпийских игр 1972 года.

## Биография
Родился 27 июля 1936 года в городе Ташкент (сейчас в Узбекистане).
Выступал в соревнованиях по конному спорту за ташкентский «Пахтакор». Дважды в 1975 и 1979 годах становился чемпионом СССР в троеборье.
В 1972 году вошёл в состав сборной СССР на летних Олимпийских играх в Мюнхене. Выступая на коне Тресте, в индивидуальном троеборье не завершил соревнования. В командном зачёте сборная СССР, за которую также выступали Сергей Мухин, Валентин Горелкин и Владимир Ланюгин, заняла 7-е место, набрав минус 190,06 балла и уступив 285,59 балла завоевавшей золото сборной Великобритании.
В 1978 году выиграл международный турнир в Польше.
Мастер спорта СССР международного класса (1975).
После окончания выступлений стал тренером.  Работал в Республиканской школе высшего спортивного мастерства по конному спорту в Ташкенте. Подготовил 50 мастеров спорта и одного мастера спорта международного класса. Заслуженный тренер Узбекистана.
До конца жизни участвовал в ветеранских соревнованиях, в 1992 году выиграл международный турнир.
Умер 7 ноября 1993 года.
Дважды награждён медалью «За трудовую доблесть» (1971, 1976), трижды — грамотой Верховного Совета Узбекской ССР (1962, 1964, 1967).